# Горенко Євгеній Сергійович
Євгеній Сергійович Горенко — старший солдат Збройних Сил України, учасник російсько-української війни, що загинув у ході російського вторгнення в Україну в 2022 році.

## Життєпис
Євгеній Горенко народився 26 жовтня 1991 року на Полтавщині. Після закінчення загальноосвітньої школи пройшов строкову службу в складі ЗСУ. З початком повномасштабного російського вторгнення в Україну був мобілізований та перебував на передовій у складі 81-ої окремої аеромобільної бригади десантно-штурмових військ ЗСУ. Євгеній Горенко обіймав військову посаду стрільця-помічника гранатометника першого десантно-штурмового взводу. Загинув під час масованого обстрілу села Малинівки поблизу міста Гуляйполя Запорізької області 6 травня 2022 року.
Чин прощання із Євгенієм Горенком та загиблими співслуживцями солдатами Юрій Гапулою, Сергієм Коротченком, Микитою Луговим та Дмитром Рябичем, а також старшим солдатом Євгеном Цукановим й солдатами Олександром Дерієм та Олександром Шинкаренком відбувся 10 травня 2022 року біля Свято-Успенського кафедрального собору Полтави. Поховали загиблого 11 травня 2022 року на Затуринському кладовищі Полтави.
.
20 січня 2023 року з нагоди Дня Соборності України начальник Полтавської ОВА Дмитро Лунін, народний депутат України Олексій Устенко та перший заступник голови Полтавської обласної ради Олександр Лемешко у Полтавській обласній філармонії вручили ордени «За мужність» родинам полеглих воїнів Микити Лугового, Олександра Шинкаренка, Сергія Модіна, Максима Фесенка, Олександр Новак та Назарія Діброви.

## Нагороди
- Орден «За мужність» III ступеня (2022, посмертно) — за особисту мужність і самовіддані дії, виявлені у захисті державного суверенітету та територіальної цілісності України, вірність військовій присязі[8].